# محمد سعید
محمد سعید (انگلیسی: Mohammed Saeid؛ زادهٔ ۲۴ دسامبر ۱۹۹۰) بازیکن فوتبال اهل اریتره است که در سوئد به دنیا آمده است.
از باشگاه‌هایی که در آن بازی کرده‌است می‌توان به باشگاه ورزشی اوربرو، باشگاه فوتبال کلمبوس کرو، و باشگاه فوتبال سیریوس اشاره کرد.
وی همچنین در تیم ملی فوتبال اریتره بازی کرده‌است.